# Pitcairnais
Le pitcairnais est une langue créole née du contact entre l'anglais et le tahitien à la fin du XVIIIe siècle chez les marins anglais et les Tahitiens installés sur Pitcairn à la suite de la mutinerie du Bounty. Elle compte un peu moins de 100 locuteurs qui se trouvent uniquement sur Pitcairn et l'île Norfolk. C'est avec l'anglais la langue officielle des îles Pitcairn, le seul territoire d'outre-mer du Royaume-Uni dans le Pacifique.  
Le pitcairnais est proche du norfolk (ou norfuk), la langue parlée sur l'île Norffolk, territoire australien du sud-ouest de l'océan Pacifique. 

## Phrases courantes
| Pitcairnais    | Français                |
| -------------- | ----------------------- |
| Whata way ye?  | Comment vas-tu?         |
| About ye gwen? | Où est-ce que tu vas?   |
| I nor believe. | Je ne crois pas.        |
| Do' mine.      | Ce n'est pas important. |
| Cooshoo!       | Bien!                   |